# Zarganar
Maung Thura, beter bekend onder zijn artiestennaam Zarganar, ofwel pincet (Rangoon, 27 januari 1961), is een Myanmarees komiek, filmacteur, -regisseur en -producent. Door zijn verwoede tegenstand tegen de militaire regering van Myanmar zat hij meermaals vast als politiek gevangene.

## Levensloop
Thura studeerde tandheelkunde aan de universiteit van Rangoon en nam al tijdens zijn studie de artiestennaam Zarganar aan. Nadat hij zijn studie voltooid had, besloot hij af te zien van een carrière als tandarts en het pad van komiek te blijven volgen.
Vanaf 1986 trad hij fulltime op met zijn formatie Mya Ponnama Anyeint. Zarganar bracht hiermee vernieuwing in de traditionele anyeint, dat een Myanmarese mix is van dans, zang, dialoog en humor. In zijn optredens legde hij namelijk de belangrijkste rol neer bij de komieken en niet bij de zangers zoals dat gebruikelijk is. Ook introduceerde hij politieke satire in dit theater. Het resultaat was dat de anyeint dankzij Mya Ponnama Anyeint weer in populariteit toenam.
Zijn woordspelingen en dubbelzinnigheden vielen slecht bij de militaire regering, die meermaals reageerde door hem gevangen te zetten. In het totaal heeft hij in zijn leven elf jaar gevangengezeten, waarvan vijf in eenzame opsluiting. Hij kreeg een verbod opgelegd om nog langer op te treden, waarna hij zijn werkveld verlegde naar het maken van films en video's. Verder doceert en begeleidt hij opkomende acteurs.
Thura laat zich geregeld van zijn maatschappelijk betrokken kant zien. Onder meer zet hij zich in voor een grotere bewustwording van aids en hiv in speciale projecten en door ze als thema in zijn films op te nemen. In 2007 deelde hij eten uit aan demonstranten en in 2008 zamelde hij geld en kleding in voor de getroffenen van de cycloon Nargis. Toen hij zich vervolgens tegen de internationale pers uitliet over de "misdadige nalatigheid van het regime", werd hij opnieuw opgepakt en veroordeeld tot 59 jaar gevangenisstraf. Met het generaal pardon van 2011 kwam hij echter vervroegd op vrije voeten.

## Erkenning
Zarganar speelde de hoofdrol in de documentaire This Prison Where I Live van de Britse filmmaker Rex Bloomstein en de Duitse komiek Michael Mittermeier. Hij werd meermaals onderscheiden, waaronder met de volgende prijzen:
- 2008: Freedom to Create-prijs, voor gevangengenomen kunstenaars, door Amnesty International
- 2009: PEN/Pinter-prijs, van de Engelse PEN-club
- 2011: Erelidmaatschap voor het leven, Equity
- 2012: Prins Claus Prijs

- Gemeinsame Normdatei: 1017602840
- International Standard Name Identifier: 0000 0003 5998 0042
- Library of Congress Control Number: n2012208552
- Virtual International Authority File: 220487036
- WorldCat: E39PBJdrKMpMbtPpytk3fTWVYP